# 汤姆·格兰布施
汤姆·格兰布施（德語：Tom Grambusch，1995年8月4日—），德国男子曲棍球运动员。他曾代表德国国家队参加2016年夏季奥林匹克运动会男子曲棍球比赛，获得一枚铜牌。